# Circunscripción electoral de Tenerife

Circunscripción de Tenerife
Cortes Generales* Senado: 3 senadores (de 266)Parlamento de Canarias* 15 escaños (de 70)Cabildo Insular de Tenerife* 31 escaños (de 31)

Tenerife es una circunscripción electoral española, utilizada como distrito electoral para el Senado, que es la Cámara Alta del Parlamento español. Se corresponde con la isla de Tenerife, que pertenece a Canarias, y elige 3 senadores.
Asimismo, Tenerife es una de las 8 circunscripciones del Parlamento de Canarias para el que elige 15 diputados, y constituye la circunscripción única para la elección de los 31 miembros del Cabildo Insular de Tenerife.

## Ámbito de la circunscripción y sistema electoral
En virtud del artículo 69.3 de la Constitución Española de 1978 los límites de la circunscripción debe ser los mismos que los de la isla de Tenerife. El voto es sobre la base de sufragio universal secreto. En virtud del artículo 12 de la constitución, la edad mínima para votar es de 18 años.
En el caso del Senado, el sistema electoral sigue el escrutinio mayoritario plurinominal. Se eligen tres senadores y los partidos pueden presentar un máximo de dos candidatos. Cada elector puede escoger hasta dos senadores, pertenezcan o no a la misma lista. Los tres candidatos más votados son elegidos.

## Cabildo Insular de Tenerife

### Consejeros obtenidos por partido (1979-2023)
|                        | Partido Socialista Canario             | PSOE Canarias  | 7  | 13 | 10 | 10 | 8  | 8  | 10 | 10 | 7  | 7  | 11 | 11 |
|                        | Coalición Canaria                      | CCa            |    |    |    |    | 12 | 14 | 15 | 14 | 15 | 10 | 11 | 10 |
|                        | Partido Popular de Canarias            | PP de Canarias | 1  | 7  | 1  | 2  | 6  | 5  | 4  | 5  | 9  | 7  | 4  | 8  |
|                        | Podemos Canarias                       | PODEMOS        |    |    |    |    |    |    |    |    |    | 4  | 3  | 0  |
|                        | Ciudadanos-Partido de la Ciudadanía    | CS             |    |    |    |    |    |    |    |    |    | 1  | 2  | 0  |
|                        | Izquierda Unida Canaria                | IUC            |    |    | 0  | 2  | 1  | 0  | 0  | 0  | 0  | 0  | 0  | 0  |
|                        | Vox                                    | VOX            |    |    |    |    |    |    |    |    |    | 0  | 0  | 2  |
| Partidos desaparecidos |                                        |                |    |    |    |    |    |    |    |    |    |    |    |    |
|                        | Agrupación Tinerfeña de Independientes | ATI            |    | 6  | 13 | 13 |    |    |    |    |    |    |    |    |
|                        | Unión de Centro Democrático            | UCD            | 16 |    |    |    |    |    |    |    |    |    |    |    |
|                        | Unión del Pueblo Canario               | UPC            | 3  | 1  |    |    |    |    |    |    |    |    |    |    |
|                        | Centro Democrático y Social            | CDS            |    | 0  | 3  | 0  | 0  | 0  |    |    |    |    |    |    |
| Total                  | Total                                  | Total          | 27 | 27 | 27 | 27 | 27 | 27 | 29 | 29 | 31 | 29 | 31 | 31 |

## Parlamento de Canarias

### Diputados obtenidos por partido (1983-2023)
|                        | Partido Socialista de Canarias          | PSOE Canarias  | 8  | 5  | 6  | 4  | 5  | 5  | 5  | 3  | 4  | 6  | 5  |
|                        | Coalición Canaria                       | CCa            |    |    |    | 7  | 7  | 8  | 7  | 7  | 6  | 5  | 6  |
|                        | Partido Popular de Canarias             | PP de Canarias | 5  | 1  | 1  | 4  | 3  | 2  | 3  | 5  | 3  | 2  | 3  |
|                        | Unidas Sí Podemos                       | USP            |    |    |    |    |    |    |    |    | 2  | 1  | 0  |
|                        | Izquierda Unida Canaria                 | IUC            |    |    | 1  |    |    |    |    |    |    |    | 0  |
|                        | Vox                                     | VOX            |    |    |    |    |    |    |    |    | 0  | 0  | 1  |
|                        | Ciudadanos-Partido de la Ciudadanía     | CS             |    |    |    |    |    |    |    |    | 0  | 1  |    |
| Partidos desaparecidos |                                         |                |    |    |    |    |    |    |    |    |    |    |    |
|                        | Agrupaciones Independientes de Canarias | AIC            |    | 7  | 7  |    |    |    |    |    |    |    |    |
|                        | Centro Democrático y Social             | CDS            | 1  | 2  |    |    |    |    |    |    |    |    |    |
|                        | Unión del Pueblo Canario                | UPC            | 1  |    |    |    |    |    |    |    |    |    |    |
| Total                  | Total                                   | Total          | 15 | 15 | 15 | 15 | 15 | 15 | 15 | 15 | 15 | 15 | 15 |

## Senado

### Senadores obtenidos por partido (1977-2023)
| Candidatura            | Candidatura       | 1977 | 1979 | 1982 | 1986 | 1989 | 1993 | 1996 | 2000 | 2004 | 2008 | 2011 | 2015 | 2016 | 2019 (I) | 2019 (II) | 2023 |
| ---------------------- | ----------------- | ---- | ---- | ---- | ---- | ---- | ---- | ---- | ---- | ---- | ---- | ---- | ---- | ---- | -------- | --------- | ---- |
|                        | PSOE              | 1    | 1    | 2    | 2    | 2    | 2    | 2    | 0    | 2    | 2    | 1    | 1    | 1    | 2        | 2         | 2    |
|                        | Partido Popular   |      |      | 1*   | 0    | 0    | 0    | 1    | 2    | 0    | 1    | 2    | 2    | 2    | 1        | 1         | 1    |
|                        | Coalición Canaria |      |      |      |      |      | 1    | 0    | 1    | 1    | 0    | 0    | 0    | 0    | 0        | 0         | 0    |
| Partidos desaparecidos |                   |      |      |      |      |      |      |      |      |      |      |      |      |      |          |           |      |
|                        | UCD               | 2    | 2    |      |      |      |      |      |      |      |      |      |      |      |          |           |      |
|                        | AIC               |      |      |      | 1    | 1    |      |      |      |      |      |      |      |      |          |           |      |
| Total                  | Total             | 3    | 3    | 3    | 3    | 3    | 3    | 3    | 3    | 3    | 3    | 3    | 3    | 3    | 3        | 3         | 3    |

- En las Elecciones generales de 1986, el Partido Popular se presentó como Coalición Popular (CP).